# Kevin Joseph Farrell
Kevin Joseph Farrell (Dublín, 2 de setembre de 1947) és un prelat irlandès-estatunidenc de l'Església Catòlica i actual camarlenc. Antic membre de la Legió de Crist, va ser nomenat prefecte del Dicasteri pels Laics, nomenament efectiu amb data 1 de setembre de 2016. Anteriorment va ser bisbe de Dallas i canceller de la Universitat de Dallas. Va ser creat cardenal pel Papa Francesc al consistori del 19 de novembre de 2016; rebent el títol de Cardenal diaca de San Giuliano Martire.

## Biografia
Kevin Farrell va néixer a Dublín (Irlanda), i va criar-se parlant irlandès. Segon de quatre fills, el seu germà gran, Brian, serveix com a secretari al Consell Pontifici per a la Promoció de la Unitat dels Cristians a la Cúria Pontifíca. Farrell estudia als Germans Cristians a Drimnagh, ingressant al noviciat de la Legió de Crist el 1966. El 1967 visità els Estats Units mentre que recollia fons per a les missions a Llatinoamèrica amb la Congregació per a la Propagació de la Fe.
Va obtenir el títol de batxiller per la Universitat de Salamanca, seguint els estudis a la Pontifícia Universitat Gregoriana, llicenciant-se en Teologia. També estudià a la Pontifícia Universitat de Sant Tomàs d'Aquino (Angelicum), on feu un màster en teologia dogmàtica (1976) i es llicencià en teologia pastoral (1977). A més realitzà un màster en administració d'empreses per la Universitat de Notre Dame.

### Presbiterat
Farrell va ser ordenat prevere a Roma el 24 de desembre de 1978. Llavors serví com a capellà a la Universitat de Monterrey (Mèxic), on dirigí seminaris sobre bioètica i ètica social. També va fer d'Administrador General de la Legió de Crist, amb responsabilitats sobre els seminaris i escoles a Itàlia, Irlanda i Espanya.
El 1984 Farrell va ser destinat als Estats Units, incardinant-se a l'arquebisbat de Washington. Serví com a vicari a la parròquia de Sant Pere a Olney (Maryland), a sant Bartomeu a Bethseda i a sant Tomàs Apòstol a Washington DC. Succeí a Fr. Seán O'Malley, OFM Cap, com a director del Centre Catòlic Espanyol el 1986.
Farrell es va convertir en director de Caritats Catòliques el 1988, i va ser el Secretari Arxidiocesà de Finances de 1989 a 2001. Va ser elevat al rang de Prelat d'honor de Sa Santedat el 1995. En 2001, va ser nomenat vicari general de l'arxidiòcesi i rector de l'església de l'Anunciació a Washington.

### Episcopat
El 28 desembre 2001 el Papa Joan Pau II va nomenar Farrell com a bisbe auxiliar de l'arquebisbat de Washington amb la seu titular de Rusuccuru. Va ser consagrat l'11 de febrer de 2002 pel cardenal Theodore Edgar McCarrick, i va servir fins a 2007 com a moderador de la cúria i vicari general.
Va ser nomenat pel papa Benet XVI el 6 de març de 2007, per reemplaçar el bisbe Charles Victor Grahmann, que es jubilava. Es va instal·lar al capdavant del bisbat de Dallas l'1 de maig de 2007.
Dins de la Conferència de Bisbes Catòlics Estatunidencs, Farrell és un consultor de la Comissió de Migració, que supervisa el departament de Serveis de Migració i Refugiats. Aquest departament atén i defensors dels refugiats, asilats, altres migrants forçats, els immigrants i les persones en moviment. Farrell és també el 2009è seient electe del Comitè de Bisbes per a la National Collections, que dona suport l'administració i coordina les col·leccions per a la justícia social, l'evangelització, l'educació i el desenvolupament institucional. Assumí la cadira al novembre de 2009.
El germà de Farrell, el bisbe Brian Farrell, és el secretari del Consell Pontifici per a la Unitat dels Cristians. Kevin Farrell va dir del seu germà, «El meu germà és un bisbe. El meu germà gran - però jo em vaig convertir en bisbe abans que ell.... És una mica de la rivalitat entre germans.»
El 17 d'agost de 2016, el Papa Francesc nomenà Farrell prefecte del nou dicasteri per als Laics, Família i Vida. El 9 d'octubre de 2016, el Papa Francesc va anunciar que promouria Farrell al Col·legi Cardenalici en el consistori a celebrar el 19 de novembre de 2016. Va ser creat cardenal diaca i se li assignà a l'església de San Giuliano Martire. Es va convertir en el clergue estatunidenc de més alt rang que serveix al Vaticà després del cardenal William Levada.
Al novembre de l'any 2016 Farrell va dir que ell creu que els bisbes dels Estats Units en el seu conjunt hauria d'haver discutit orientacions pastorals per a la implementació de l'exhortació de Francesc a la família abans que els bisbes individuals comencessin a emetre directrius per a les seves pròpies diòcesis. La implementació post sinodal del Papa, Amoris Laetitia, va dir, «ha de ser fet en comunió amb els nostres bisbes. Crec que hauria estat més prudent esperar a la reunió de la conferència de bisbes en el qual tots els bisbes dels Estats Units o tots els bisbes d'un país serien seure i discutir aquestes coses.» El cardenal designat se li va preguntar específicament sobre orientacions pastorals emeses per l'arquebisbat de Filadèlfia per l'arquebisbe Charles Chaput, qui també és cap d'un comitè de bisbes dels Estats Units ad hoc per a l'aplicació d'Amoris Laetitia Entre altres coses, les directrius de Filadèlfia afirmen que mentre que les parelles divorciades i tornades a casar civilment han de ser benvingudes a les parròquies i acompanyades per sacerdots, que no poden rebre la comunió a menys que visquin com a germà i germana.